# Ametller índic
|  | Per a altres significats, vegeu «ametlla (desambiguació)». |

L'ametller índic (Terminalia catappa) és un arbre gros de la família tropical de les combretàcies. L'arbre s'ha estès molt per acció humana i s'ha naturalitzat des d'Àfrica al nord d'Austràlia i Nova Guinea.
Arriba a fer 35 m d'alt i té un fruit comestible (una drupa) de 5 a 7 cm de llarg amb un gust similar al de l'ametlla. Les seves fulles són grosses de 15 a 25 cm de llarg i de 10 a 14 cm d'ample. En l'estació seca són caducifolis abans de caure canvien de color.
És una planta de sexualitat monoica amb flors masculines i femenines separades en el mateix arbre.